# Марион (округ, Южная Каролина)
Округ Марион (англ. Marion County) располагается в США, штате Южная Каролина. Административным центром (столицей) является одноимённый город, крупнейший в округе.
По состоянию на 2010 год, численность населения составляла 33 062 человек. 

## История
Округ Марион был основан в 1800 году. 

## География
По данным Бюро переписи США, общая площадь округа равняется 1279 км², из которых 1267 км² суша и 13 км² или 1,02 % это водоёмы.

## Население
По данным переписи населения 2000 года в округе проживает 35 466 жителей в составе 13 301 домашних хозяйств и 9 510 семей. Плотность населения составляет 28,00 человек на км2. На территории округа насчитывается 15 143 жилых строений, при плотности застройки около 12,00-ти строений на км2. Расовый состав населения: белые — 41,69 %, афроамериканцы — 56,35 %, коренные американцы (индейцы) — 0,25 %, азиаты — 0,28 %, гавайцы — 0,01 %, представители других рас — 0,90 %, представители двух или более рас — 0,52 %. Испаноязычные составляли 1,79 % населения независимо от расы.
В составе 32,20 % из общего числа домашних хозяйств проживают дети в возрасте до 18 лет, 43,30 % домашних хозяйств представляют собой супружеские пары проживающие вместе, 23,60 % домашних хозяйств представляют собой одиноких женщин без супруга, 28,50 % домашних хозяйств не имеют отношения к семьям, 25,40 % домашних хозяйств состоят из одного человека, 9,70 % домашних хозяйств состоят из престарелых (65 лет и старше), проживающих в одиночестве. Средний размер домашнего хозяйства составляет 2,64 человека, и средний размер семьи 3,16 человека.
Возрастной состав округа: 27,60 % моложе 18 лет, 9,70 % от 18 до 24, 26,80 % от 25 до 44, 23,80 % от 45 до 64 и 23,80 % от 65 и старше. Средний возраст жителя округа 35 лет. На каждые 100 женщин приходится 85,90 мужчин. На каждые 100 женщин старше 18 лет приходится 80,40 мужчин.
Средний доход на домохозяйство в округе составлял 26 526 USD, на семью — 32 932 USD. Среднестатистический заработок мужчины был 26 133 USD против 18 392 USD для женщины. Доход на душу населения составлял 13 878 USD. Около 18,90 % семей и 23,20 % общего населения находились ниже черты бедности, в том числе — 33,30 % молодёжи (тех, кому ещё не исполнилось 18 лет) и 23,50 % тех, кому было уже больше 65 лет.